# Alanda Scott
Alanda Scott (ur. 7 lutego 1981 w Sturminster Newton) – brytyjska biathlonistka. Zadebiutowała w biathlonie w rozgrywkach Pucharu Europy w roku 2008.
Starty w Pucharze Świata rozpoczęła zawodami w Pjongczangu w roku 2009 zajmując 97. miejsce w sprincie. Jest to jednocześnie najlepszy jej wynik.
Na Mistrzostwach Europy w roku 2008 w Nové Město na Moravě zajęła 54. miejsce w biegu indywidualnym, 50 w sprincie, 39 w biegu pościgowym oraz 12 w sztafecie.
Na Mistrzostwach świata w roku 2009 w Pjongczangu zajęła 98. miejsce w biegu indywidualnym, 97 w sprincie oraz 21 w sztafecie.

## Osiągnięcia

### Mistrzostwa Świata
| 2009 P'yŏngch'ang (Korea Południowa) | 98. miejsce (IN), 97. miejsce (SP), 21. miejsce (RL) |